# Ossip Aronowitsch Pjatnizki

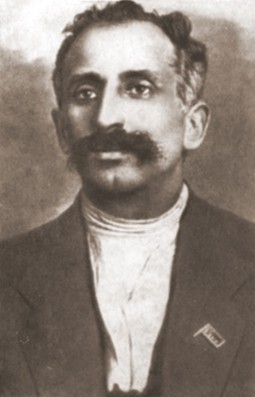
Ossip Pjatnizki (vor 1936)

Ossip Aronowitsch Pjatnizki (russisch Осип Аронович Пятницкий, auch Iossif Orionowitsch russisch Иосиф Орионович, richtiger Name Tarschis; * 17. Januarjul. / 29. Januar 1882greg. in Wilkomir; † 30. Oktober 1938) war ein sowjetischer Politiker und Mitglied des Exekutivkomitees der Kommunistischen Internationale (EKKI). Er wurde Opfer des Großen Terrors in der Sowjetunion.

## Leben

### Aktivitäten bis 1917
Pjatnizki wurde in einer jüdischen Familie geboren. Lesen und schreiben lernte er autodidaktisch. Vom 13. Lebensjahr an lernte er den Beruf eines Schneiders. Ende 1897 zog er zu seinem Bruder nach Kowno.
Ab Mitte 1898 nahm er an einem revolutionären Zirkel teil und trat der illegalen Gewerkschaft bei; von diesem Jahr an wurde ihm später auch die Mitgliedschaft in der SDAPR angerechnet.
Später zog er nach Wilna. Dort war er Sekretär und Kassierer in der Gewerkschaft der Damenschneider. 1899 und 1900 war er einer der Organisatoren der Feierlichkeiten zum 1. Mai in Wilna. Beide Male wurde die Veranstaltung durch die Polizei gewaltsam beendet.
1900 nahm er Verbindung zur Redaktion der Zeitung Iskra auf und wurde bald einer ihrer ersten Vertreter in Russland. Im Verlauf weniger Jahre organisierte er ein Netz zur illegalen Zustellung der Zeitung aus dem Ausland.
Anfang März 1902 wurde er verhaftet und im Lukjanowski-Gefängnis in Kiew gefangengehalten. Hier lernte er mit Hilfe von Iosif Blumenfeld, einem späteren Menschewik, sowie von Nikolai Bauman und Maxim Litwinow die Grundlagen der marxistischen Theorie. Am 18. August gelang es ihm, mit weiteren elf Mitarbeitern der Iskra ins Ausland zu fliehen. Von hier aus war er erneut damit beschäftigt, ein Netz für die Zustellung illegaler Literatur nach Russland zu knüpfen, dessen Zentrum Berlin war.
Auf dem Kongress der Auslandsliga der russischen Sozialdemokratie im Oktober 1903 in Genf stellte sich Pjatnizki nach langen Schwankungen auf die Seite der Bolschewiki.
Da sich der Druck durch die deutsche und die schweizerische Polizei verstärkte, kehrte Pjatnizki nach Russland zurück und siedelte sich in Odessa an. Er wurde Mitglied des Stadtkomitees der SDAPR von Odessa (Sekretär war S. Gussew), war beteiligt an der Organisation der Streiks und Demonstrationen vom 12. Oktober 1905, die mit Kämpfen zwischen Arbeitern und Polizei endeten. Am 15. Januar 1906 wurde er verhaftet, konnte aber nicht identifiziert werden, so dass er nach sechs Monaten wieder entlassen wurde. Anschließend fuhr er nach Moskau. Dort wurde er Leiter des konspirativ-technischen Apparates des Moskauer Stadtkomitees. 1908 ging er wieder ins Ausland und war im Auslandsbüro der SDAPR beschäftigt.

### Politik von 1917 bis 1937
Nach der Februarrevolution 1917 kam er nach Moskau und leitete die politische Arbeit mit Eisenbahnern. Auf der Moskauer Stadtparteikonferenz vom 3.–4. April 1917 wurde er zum Mitglied des Stadtkomitees gewählt. Anfang Oktober erklärte er auf einer Beratung mit Mitgliedern der Moskauer Stadt-, Kreis- und Gebietskomitees der SDAPR über Lenins Brief an das Zentralkomitee des Petersburger und des Moskauer Komitees der Partei (über die Möglichkeit eines Aufstandes in Moskau), dass Moskau nicht die Initiative für den Aufstand ergreifen kann, aber den Aufstand, wenn er in Petersburg beginnt, unterstützen kann und muss. Er begründete seine Meinung damit, dass die Arbeiter der Roten Garde schlecht bewaffnet seien und die Verbindung zwischen dem Stadtkomitee der Partei und den Garnisonen schwach sei.
Am 11. Oktober 1917 wurde er vom Stadtkomitee nach Petrograd geschickt, um dort über seine Auffassung zu informieren.
Am 25. Oktober wurde er Mitglied der Parteizentrale zur Leitung des bewaffneten Aufstands in Moskau. Am 29. Oktober war er Mitorganisator der Verteilung von Waffen, die auf dem Güterbahnhof Sokolniki der Kasaner Eisenbahn entdeckt worden waren, an die Roten Garden. Am 4. November berichtete er auf einer gemeinsamen Tagung der Moskauer Stadt-, Bezirks- und Gebietskomitees der SDAPR über die Tätigkeit der Parteizentrale zur Leitung des bewaffneten Aufstands.
Vom 11. Dezember 1917 an war er Vorsitzender des Gesamtrussischen außerordentlichen Kongresses der Eisenbahngewerkschaften der Handwerker und Arbeiter in Petrograd. Von dort wurde er zum 2. außerordentlichen Gesamtrussischen Kongress der Eisenbahner vom 5. bis 30. Januar 1918 in Petrograd delegiert. Dort wurde er in das Exekutivkomitee gewählt. Seit Januar 1918 war er Mitglied des Exekutivkomitees des Moskauer Sowjets. Er war Delegierter des 3. Gesamtrussischen Sowjetkongresses (23. – 31. Januar 1918) und wurde als Mitglied des Allrussischen Zentralen Exekutivkomitees gewählt. Ab Februar 1919 war er Vorsitzender des Zentralkomitees der Einheitsgewerkschaft der Eisenbahner der RSFSR.
1918/19 war Pjatnizki zusammen mit Karl Radek in Berlin.
Ab 1921 arbeitete Pjatnizki im Exekutivkomitee der Kommunistischen Internationale (EKKI). Bis 1926 leitete er dort den internen Geheimdienst OMS (russisch: Otdel meschdunarodnych swjasei). In dieser Position überwachte er die globale Ausweitung der KI-Aktivitäten und erwarb sich im Lauf der Jahre großen Einfluss.

### Opfer des Großen Terrors
Pjatnizki kritisierte Mitte der 1930er Jahre die unter Georgi Dimitrow forcierte neue Bündnispolitik der kommunistischen Parteien. Diese sollten auf Geheiß der Kommunistischen Internationale (KI), genauer: auf Geheiß der KPdSU vor dem Hintergrund expansiver faschistischer Bewegungen in Europa an der Etablierung von Volksfront-Regierungen arbeiten, also von Bündnissen, die weit über die Zusammenarbeit linker Arbeiterparteien eines Landes (→ Einheitsfront) hinausgehen sollten.
Stalin wurde gegenüber der Kommunistischen Internationale immer misstrauischer und veranlasste 1935 einen radikalen Umbau ihrer Führung auf dem Siebten KI-Kongress; Pjatnizki war nach diesem Kongress nicht mehr im EKKI vertreten. Stattdessen wurde er nun Leiter einer neuen Kontroll-Abteilung im Zentralkomitee der KPdSU.
Weil entsprechende Belege im Protokoll fehlen, ist nicht gesichert, ob Pjatnizki auf dem ZK-Plenum vom Juni 1937 eine Rede hielt, die die Repressionen gegen unliebsame Parteimitglieder und Komintern-Funktionäre in scharfen Worten anklagte. Trotz deutlicher Warnungen und Bitten führender KP-Funktionäre habe Pjatnizki seine Kritik auf diesem Plenum nicht zurückgezogen. Nikolai Jeschow, der Chef des NKWD, habe ihn daraufhin am Folgetag als ehemaligen zaristischen Spion bezeichnet. Kapitalistische Mächte hätten sich seiner bedient, um die Kommunistische Internationale zu unterwandern. Das Plenum nahm ein Misstrauensvotum gegen Pjatnizki mit drei Enthaltungen an – eine der Stimmenthaltungen sei von Lenins Witwe Nadeschda Krupskaja gekommen.
Im Nachgang des Plenums erwartete Pjatnizki seine Verhaftung, die Jeschow schließlich am 7. Juli 1937 persönlich vornahm. Am 5. Juli 1937 war Pjatnizki bereits aus der Partei ausgeschlossen worden.
Er wurde zunächst im Butyrka-Gefängnis inhaftiert. Zeugen berichteten von Folterspuren, die sie an Pjatnizki beobachtet hatten. Am 10. April 1938 erfolgte seine Verlegung ins Lefortowo-Gefängnis.
Das Militärtribunal des Obersten Gerichts der UdSSR eröffnete am 27. Juli 1938 die Verhandlung gegen Pjatnizki und 137 weitere Personen. Pjatnizki sei einer der Führer eines faschistischen Spionagerings von Trotzkisten und Rechtsabweichlern. Auf einer Liste, die die Namen aller 138 Angeklagten aufführt, findet sich die kurze handschriftliche Anweisung Josef Stalins und Wjatscheslaw Molotows zur Erschießung aller Aufgelisteten.
Am 30. Oktober 1938 wurde Pjatnizki schließlich hingerichtet. Nach dem XX. Parteitag der KPdSU (1956) wurde er rehabilitiert.

### Familie
1920 lernte er die damals 21-jährige Julia Iosifowna Sokolowa kennen. Die überzeugte Kommunistin stammte aus einer russisch-polnischen Familie, ihre Mutter war polnische Adelige. Die beiden wurden ein Paar und heirateten. Aus der Verbindung gingen zwei Söhne hervor (Igor, geboren 1921 und Wladimir, geboren 1925).
Der stalinistische Terror richtete sich ebenfalls gegen die Familie Pjatnizkis. Sein Sohn Igor wurde am 9. Februar 1938 verhaftet und anschließend zu fünf Jahren Lagerhaft verurteilt. 1941 verlängerten die Organe der Staatsmacht diese Strafe um fünf weitere Jahre. 1948 kehrte er nach Leningrad zurück, um bald darauf erneut verhaftet und verurteilt zu werden – seine abermalige fünfjährige Lagerhaft wurde auf acht Jahre ausgeweitet.
Am 27. Oktober 1938 verhafteten die Behörden Julia Pjatnizkaja. Sie wurde ebenfalls zu einer Haftstrafe verurteilt, zunächst im Lager Kandalakscha. Im März 1939 wurde sie dort denunziert und zu fünf Jahren Lagerhaft im Karlag in Karaganda (Kasachstan) verurteilt. Im Dezember 1940 starb sie dort an Entkräftung.
Wladimir Pjatnizki kam schließlich in das NKWD-Internierungslager im Danilow-Kloster. Von dort aus wurden Kinder von „Volksfeinden“ in Waisenhäuser in der gesamten Sowjetunion verschickt.

## Schriften (Auswahl)
- Was haben die Faschisten den deutschen Arbeitern gegeben? Prometheus-Verlag 1934
- Die faschistische Diktatur in Deutschland. Moskau/Leningrad 1934
  - als Tarnschrift: Das geheimnisvolle Skelett. von Pitt Strong Verlagshaus Freya: Heidenau bei Dresden 1934
- Aufzeichnungen eines Bolschewiks. Erinnerungen aus den Jahren 1896–1917. Verlag für Literatur und Politik: Wien, Berlin 1927 (Übersetzung der Erstveröffentlichung Moskau 1925)
  - Reprint der Auflage von 1930: Aufzeichnungen eines Bolschewiks. Erinnerungen aus den Jahren 1896–1917. Oberbaum-Verlag: Berlin 1972
  - Übersetzung der russischen Auflagen von 1936/1969: Deckname Freitag: Aufzeichnungen eines Bolschewiks. mit einem Vorwort von Wilhelm Piecks Rede vom 30. Januar 1932: Dem Genossen Pjantnizki zum 50. Geburtstag. Dietz-Verlag Berlin 1984